# Chimarra antap
Chimarra antap (лат.) — вид мелких ручейников рода Chimarra из семейства приречные ручейники (Philopotamidae). Эндемики Океании. Этимология видового названия: Antap — это местное название «вершины» (местонахождение типовой серии близ вершины горы Йалибу).

## Распространение
Остров Новая Гвинея, Папуа — Новая Гвинея, провинция Саутерн-Хайлендс, гора Йалибу, 2660 м, около 6° 15' ю.ш., 144° 03' в.д.

## Описание
Ручейники мелких размеров. Длина переднего крыла 6,5 мм. Общий цвет тела и крыльев светло-коричневый. Самца C. antap можно отделить от всех других новогвинейских видов по форме нижних придатков, которые в боковом виде субполукруглые, с дорсальным краем почти прямым и вентральным неравномерно выпуклым, вместе с пластинообразными, латерально уплощенными боковыми лопастями сегмента X. Самцы C. antap  своими крыльями наиболее похожи на C. ukarumpana, кроме переднего крыла с дисковидной ячейкой, очевидно, открытой. Самки неизвестны.  Формулы шпор 1, 4, 4; вторая анальная жилка задних крыльев сливается с первой анальной жилкой, образуя замкнутую ячейку. Вид был впервые был описан в 2020 году в ходе ревизии, проведённой австралийским энтомологом Дэвидом Картрайтом (D. I. Cartwright; Wandana Heights, Виктория, Австралия).